# Mèo Ba Tư truyền thống
Mèo Ba Tư truyền thống là một trong nhiều cái tên cho một nhóm mèo được coi là giống gốc của mèo Ba Tư, trước khi xảy ra việc chọn lọc giống với nhiều tiêu chuẩn khắc nghiệt. Nhiều cái tên khác, được sử dụng với cùng một mục đích để chỉ Mèo Ba Tư truyền thống là: Mèo Ba Tư mặt Búp bê, Mèo Ba Tư Cổ Điển, Mèo Ba Tư Kiểu Cũ, Mèo Ba Tư Mũi dài, Mèo lông dài Kiểu cũ, Mèo lông dài Truyền thống và Mèo lông dài chính gốc. Ngoại hình của giống mèo nhà này dường như không thay đổi khi đem so sánh với những bức ảnh có niên đại từ cuối những năm 1800.

## Lịch sử công nhận giống cho đến năm 2010
Mặc dù không phù hợp với các tiêu chuẩn giống mèo Ba Tư hiện đại, một số nhà lai tạo và đặc biệt là những người tham gia quá trình nhân giống và kiểm soát màu lông mèo, tiếp tục lai tạo và đăng ký giống "Mèo lông dài chính gốc" của họ.
Những nỗ lực sau đây đã được thực hiện để khôi phục lại các Mèo lông dài chính gốc và phối giống chúng một cách đúng đắn, cụ thể là:
+ Mèo Sterling trong Hiệp hội Cat Cat Quốc tế (TICA) (tháng 2 năm 1994 - tháng 9 năm 1995) và tiếp tục tham gia Triển lãm Mèo quốc tế (ICE) vào năm 1998;
+ Mèo lông dài Chinchilla thuộc Hội đồng Mèo Nam Phi (SACC) vào năm 1996;
+ Mèo lông dài truyền thống (có màu bạc và vàng) được tạo ra bởi Liên đoàn Mèo Thế giới (WCF) vào năm 2010.